# Найєль Мехссату
Найєль Райян Мехссату Сепульведа (ісп. Nayel Rayan Mehssatou Sepúlveda, нар. 8 серпня 2002, Брюссель, Бельгія) — чилійський футболіст, фланговий захисник бельгійського клубу «Кортрейк» та національної збірної Чилі.

## Біографія
Найєль Мехссату народився в столиці Бельгії — в Брюсселі в інтернаціональній родині. Батько Найєля марокканець за походженням, мама — уродженка Чилі.

## Ігрова кар'єра

### Клубна
З семирічного віку Найєль займався футболом в клубній академії столичного «Андерлехта». 18 грудня 2019 року футболіст підписав з клубом перший професійний контракт. І вже тоді був заявлений в першу команду «Андерлехта» для участі в чемпіонаті Бельгії. Але в основі «Андерлехта» Мехссату не провів жодного матчу і в січні 2022 року перейшов до «Кортрейка», з яким підписав контракт на три з половиною роки.
Першу гру на професійному рівні Мехссату провів 5 березня 2022 року, коли вийшов з перших хвилин на матч чемпіонату країни проти «Юніон Сент-Жилуаз».

### Збірна
На міжнародному рівні Найєль Мехссату грав за ряд юнацьких збірних різних країн. Серед яких юнацькі збірні Марокко,Чилі та Бельгії.
В червні 2022 року Мехссату отримав перший виклик до національної збірної Чилі. 6 червня у матчі проти Південної Кореї Мехссату дебютував у складі національної збірної Чилі.